# The Voice in the Wilderness
The Voice in the Wilderness è un cortometraggio muto del 1914. Il nome del regista non viene riportato.

## Produzione
Il film fu prodotto dalla Essanay Film Manufacturing Company.

## Distribuzione
Distribuito dalla General Film Company, il film - un cortometraggio di due bobine - uscì nelle sale cinematografiche USA il 22 maggio 1914. Ne venne curata una riedizione che uscì il 27 giugno 1916.